# Baia di Ungava
La baia di Ungava (in inglese: Ungava Bay; in francese: baie d'Ungava) è una vasta insenatura dell'oceano Atlantico in corrispondenza della costa settentrionale del Labrador nel Canada nord-orientale.

## Geografia
La baia ha una ampiezza di circa 260 km e una lunghezza di circa 320 km. Le sue acque sono generalmente poco profonde raggiungendo una profondità massima di circa 300 metri nell'area settentrionale. La baia di Ungava è delimitata a nord dallo stretto di Hudson, ad est e a sud dalla costa della penisola del Labrador e a ovest dalla costa della penisola omonima. 
L'isola maggiore che vi affiora è l'isola di Akpatok posta all'ingresso della baia. Nella baia sfociano numerosi fiumi. I principali sono: Arnaud, Riviere a la Baleine, Riviere aux Feuilles, Koksoak e George. Le coste sono basse e sabbiose e scarsamente popolate. L'insediamento umano principale è il villaggio di Kuujjuaq posto alla foce del fiume Koksoak nel sud della baia. 

## Clima
La baia rimane bloccata dai ghiacci per circa 8 mesi l'anno da novembre a giugno. La vegetazione costiera è quella tipica della tundra.